# Клаудія Джеріні
Клаудія Джеріні (італ. Claudia Gerini; 18 грудня 1971, Рим) — італійська акторка та співачка.

## Життєпис
У 1985 році, в 13-річному віці вона виграла конкурс краси Miss Teenager (Місс Підліток), у журі якого був Джанні Бонкомпаньї. У 1991 році дебютувала на телебаченні у телепрограмі «Це не RAI», чому сприяв той же Бонкомпаньї. Потім з успіхом дебютувала у кіно: фільми, які принесли їй широку популярність були «Медовий місяць» (1995) та «Я втрачаю голову від Іріс Блонд». Режисером обох фільмів був Карло Вердоне.
Знялася у фільмах «Феєрверк» (1997), «Люди з вадами» (1999), «Страсті Христові» (2004), «Не йди» (2004) і «Земля» (2006). У 2003 році разом з Піппо Баудо і Сереною Аутьєрі була ведучою 53 фестивалю в Сан-Ремо. В травні 2006 знялася в головній ролі в шестисерійному серіалі «48 годин», який показував Canale 5; потім працювала з Джузеппе Торнаторе над фільмом «Незнайомка» (2006), грає головну роль у фільмі «Nero bifamiliare» (2007), що був режисерським дебютом Федеріко Цампальйоне. В тому ж році була ведучою 2-го конерту в честь 1 травня на площі св. Івана в Римі.
З 2008 року знову співпрацює з Карло Вердоне, знімається у фільмі «Великий, сірий і… Вердоне», у 2009 році, очікуючи народження другої дитини паралельно з акторською діяльністю, починає кар'єру співачки, випускає свій перший альбом «Like never before». В тому ж році разом з Клаудіо Бальйоні записала пісню «Вперше», що увійшла до його останнього альбому «Q.P.G.A.»
У 2012 році знялася у фільмі «Тульпа» Федеріко Цампальйоне в ролі Лізи. У 2013 році разом з Клаудіо Бісіо, Дієго Абантуоно, Ангелою Фінок'яро, Раулем Бова та Крістіаною Капотонді знялася у фільмі «Вгадай, хто прийде на Різдво?» Фаусто Бріці; у 2014 році разом з Марко Джалліні, Вітторією Пуччіні, Анною Фольєтою та Алессандро Гассманном — у фільмі «У всьому виний Фрейд» Паоло Дженовезе.
Джеріні є матір'ю двох дітей: Рози (22 травня 2004), від колишнього чоловіка Алессандро Енджінолі, фінансовий директор, та Ліза (28 вересня 2009) від Федеріко Цампальйоне, лідера гурту Тіроманчіно. Джеріні озвучувала персонаж Медісон Пейдж у грі Heavy Rain, Марину — у мультфільмі «Синдбад — легенда семи морів», та Барбі в «Історії іграшок 3 3». Регулярно займається тхеквондо і володіє чорним поясом Італійської Федерації Тхеквандо

## Фільмографія
- Roba da ricchi, режисер Серджо Корбуччі (1987)
- Ciao ma'..., режисер Джандоменіко Курі (1988)
- Нічний клуб/Night club, режисер Серджо Корбуччі (1989)
- Gioco perverso, режисер Італо Москаті (1991)
- Favola crudele, режисер Роберто Леоні (1992)
- L'Atlantide, режисер Боб Свейм (1992)
- Padre e figlio, режисер Паскаль Позесер (1994)
- L'anno prossimo vado a letto alle dieci, режисер Анджело Орландо (1995)
- Viaggi di nozze, режисер Карло Вердоне (1995)
- Sono pazzo di Iris Blond, режисер Карло Вердоне (1996)
- Escoriandoli, режисер Антоніо Рецца (1996)
- Fuochi d'artificio, режисер Леонардо П'єраччоні (1997)
- Sotto la luna, режисер Франко Берніні (1998)
- Lucignolo, regia di Массімо Чекеріні (1999)
- La vespa e la regina, режисер Антонелло Ді Лео (1999)
- Tutti gli uomini del deficiente, режисер Паоло Костелла (1999)
- Il gioco, режисер Клаудія Флоріо (1999)
- Amarsi può darsi, режисер Альберто Таральйо (2001)
- HS Hors Service, режисер Жан-Поль Ліліфельд (2001)
- Off Key, режисер Мануель Ґомес (2001)
- La playa de los galgos, режисер Кармело Ґомес (2002)
- Sinbad — La leggenda dei sette mari режисер Тім Джонсон (2003)
- Al cuore si comanda, режисер Джованні Морріконе (2003)
- Sotto il sole della Toscana, режисер Одрі Веллс (2003)
- Страсті Христові, режисер Мел Гібсон (2004)
- Не йди / Non ti muovere, режисер Серджіо Кастеллітто (2004)
- Guardiani delle nuvole, режисер Лучіано Одорісіо (2004)
- La terra, режисер Серджіо Рубіні (2006)
- Viaggio segreto, режисер Роберто Андо (2006)
- Незнайомка/La sconosciuta, режисер Джузеппе Торнаторе (2006)
- Nero bifamiliare, режисер Федеріко Цампальйоне (2007)
- Grande, grosso e Verdone, режисер Карло Вердоне (2008)
- Aspettando il sole, режисер Аґо Паніні (2008)
- Ex, режисер Фаусто Бріцці (2009)
- Не такий, як… хто?, режисер Умберто Картені (2009)
- Meno male che ci sei, режисер Луї Пріто (2009)
- Toy Story 3 — La grande fuga, режисер Лі Ункріх (2010)
- Il mio domani, режисер Марина Спада (2011)
- La leggenda di Kaspar Hauser, режисер Давид Манулі (2012)
- Com'è bello far l'amore, режисер Фаусто Бріцці (2012)
- Reality, режисер Маттео Ґарроне (2012)
- Il comandante e la cicogna, режисер Сільвіо Сольдіні (2012)
- Una famiglia perfetta, режисер Паоло Дженовезе (2012)
- Лабіринт/Labyrinth, режисер Крістофер Сміт (2012)
- Amiche da morire, режисер Джорджія Фаріна (2013)
- Tulpa — Perdizioni mortali, режисер Федеріко Цампальйоне (2013)
- Вгадай, хто прийде на Різдво?, режисер Фаусто Бріцці (2013)
- Tutta colpa di Freud, режисер Паоло Дженовезе (2014)
- Мені необхідно бути разом з тобою, режисер Тоніно Дзангарді (2015)
- Джон Уік 2, режисер Чад Стагелські (2017)
- Кохання і злочинний світ / Ammore e malavita, реж. Антоніо Манетті, Марко Манетті (2017)
- Отруйна троянда / The Poison Rose, реж. Джордж Галло (2019)
- (Не)ідеальні парочки / Per tutta la vita, реж. Паоло Костелла (2021)